# Heteronyx corpulentus
Heteronyx corpulentus är en skalbaggsart som beskrevs av Macleay 1888. Heteronyx corpulentus ingår i släktet Heteronyx och familjen Melolonthidae. Inga underarter finns listade i Catalogue of Life.